# Саманта Роун
Саманта Роун (англ. Samantha Rone; род. 5 мая 1994 года в Лас-Вегасе, Невада, США) — американская порноактриса.

## Карьера
Работала хостес в сельском танцевальном зале.
Начала карьеру в августе 2012 года в возрасте 18 лет. Псевдоним Саманта взяла в честь одной из своих одноклассниц по старшей школе. Первыми съёмками стали сцены от первого лица (англ. Point of view, POV). Первые три года снималась в сценах традиционого и лесбийского секса. В фильме The Art of Anal Sex 2015 года впервые снялась в сцене анального секса. С 2017 года начинает сниматься в сценах двойного проникновения.
Снимается для таких студий, как Amateur Allure, Bang Bros, Brazzers, Digital Sin, Evil Angel, Girlfriends Films, Girlsway, Legal Porno, MET-Art, Mofos, Naughty America, New Sensations, PornPros, Tushy, Twistys.com и многих других.
В марте 2015 года стала девушкой месяца порносайта Girlsway. В том же году снялась в фотосессии для июньского выпуска журнала Hustler.
В августе 2016 года в организованном Adult Empire соревновании Оргазмические игры (англ. Orgasmic Games) занимает, вместе с Райли Рид, второе место (серебро) в категории «Атлеты» (за фильм Yoga Girlfriends).
По данным на январь 2019 года, снялась в более чем 150 порнофильмах.

## Награды и номинации
| Год  | Награда                    | Результат | Категория                                                   | Фильм                  |
| ---- | -------------------------- | --------- | ----------------------------------------------------------- | ---------------------- |
| 2015 | AVN Award                  | Номинация | Лучшая новая старлетка                                      | н/д                    |
| 2015 | AVN Award                  | Номинация | Награда поклонников: самый милый новичок                    | н/д                    |
| 2015 | XBIZ Award                 | Номинация | Лучшая новая старлетка                                      | н/д                    |
| 2016 | Spank Bank Award           | Победа    | Pretty In Pink (aka Prettiest Pussy)                        | н/д                    |
| 2016 | Spank Bank Technical Award | Победа    | Best Kisser                                                 | н/д                    |
| 2016 | XBIZ Award                 | Номинация | Лучшая сцена секса — только секс (вместе с Дэнни Маунтином) | Best New Starlets 2015 |
| 2017 | AVN Award                  | Номинация | Лучшая оральная сцена                                       | Wet Food 7             |
| 2017 | Spank Bank Award           | Победа    | Best «Come Fuck Me» Eyes                                    | н/д                    |
| 2017 | Spank Bank Technical Award | Победа    | Twitter’s Most Suspended Strumpet                           | н/д                    |
| 2017 | XBIZ Award                 | Номинация | Лучшая сцена секса — виньетка (вместе с Джеймсом Дином)     | The Art of Anal Sex    |
| 2018 | Spank Bank Award           | Победа    | Most Adorable Sexual Deviant                                | н/д                    |
| 2018 | Spank Bank Technical Award | Победа    | Hawaii Five-Ho                                              | н/д                    |
| 2018 | Spank Bank Technical Award | Победа    | Purest Heart With The Filthiest Mind                        | н/д                    |
| 2019 | AVN Award                  | Номинация | Наиболее эпатажная сцена (вместе с Томми Пистолом)          | Oiled & Spoiled        |
| 2019 | Spank Bank Award           | Победа    | Baroness of Licking Lady Ass                                | н/д                    |
| 2019 | XBIZ Europa Award          | Номинация | Лучшая сцена секса — лесбийский фильм (вместе с Миюки Сон)  | Seduction              |

## Избранная фильмография
- 2013 — Amateur Introductions
- 2014 — Amateur POV Auditions 7
- 2014 — My Dad Is Hot
- 2015 — I Seduced My Brother 2
- 2015 — She’s In Charge 2[23]
- 2015 — Wet Food 7
- 2016 — Anal Brats 2
- 2016 — Anal Hotties 2
- 2016 — Full Anal Service 2
- 2016 — Girlfriend Experience 10
- 2016 — Licking The P 2
- 2016 — Transmission
- 2016 — You Tricked Me
- 2017 — Anal Pros 2
- 2017 — Artist Within
- 2017 — Barefoot Confidential 95
- 2017 — Blondes Licking Brunettes
- 2017 — My First Gangbang
- 2018 — Good With Her Ass
- 2018 — True Anal Addiction 2